# Белая мгла (фильм)
«Белая мгла» (англ. Whiteout) — детективный фильм 2009 года, снятый по мотивам одноимённого комикса 1998 года.

## Сюжет
Вступление фильма происходит в 1957 году. Советский грузовой самолёт Ан-12 с контрабандой на борту летит над Антарктидой. За 6 с половиной часов до посадки один из пилотов отправляется в салон и, убедившись что оставшиеся пассажиры ничего не подозревают, совершает на них вооружённое нападение, однако, события развиваются не так, как он планировал, и завязывается перестрелка, в результате которой все погибают. Самолёт теряет контроль и разбивается во льдах Антарктики.
Дальнейшие события фильма происходят в наше время. На полярную базу «Амундсен-Скотт» прибывает самолёт с помощницей федерального маршала (в прошлом опытным полярником) — Кэрри Стетко. Она планирует завершить все свои дела в Антарктиде, уволиться из Службы Маршалов и покинуть континент вместе с другими сотрудниками базы во время полной эвакуации перед полярной ночью, которая наступит через несколько дней. На базе её встречает старый знакомый, врач Джон Фьюри, который расстроен тем, что больше не увидит Стетко.
На базу поступает сообщение, что в 50 км от базы найдено тело некоего Вайса. Спустя несколько часов Кэрри звонит неизвестный, представившийся компаньоном Вайса Джоном Мунни. Звонящий требует Кэрри немедленно ехать на российскую станцию «Восток», где она, по словам Мунни, найдёт ответы на все вопросы. Кэрри и Дельфи незамедлительно отправляются на станцию. К тому моменту на «Востоке» эвакуация уже прошла и станция пребывает пустой. Отправившись на поиски Мунни, Кэрри нашла его мёртвым, аналогично убитым ледорубом. Спустя несколько секунд на неё нападает неизвестный с лицом, закрытым маской, и ледорубом. Кэрри с трудом удаётся добраться в соседний модуль, заперев убийцу снаружи. Во время погони она случайно отмораживает руку и, проникнув в модуль, теряет сознание.
Кэрри приходит в себя рядом с Дельфи, который нашёл её без сознания, перенёс в жилой отсек и наложил на руку повязку. Вдвоём они немедленно отправляются на поиски убийцы, но вместо него находят агента ООН Роберта Прайса, прибывшего в Антарктиду для расследования возможной сделки по незаконной продаже оружия. Вместе они находят карту, на которой обозначены регионы поиска метеоритов группой Мунни и Вайса и отправляются в точку, где поиски неожиданно прервались. В этой точке, на первый взгляд, нет ничего интересного: лишь снежная равнина, но вскоре лёд под Кэрри поддаётся и она проваливается в пробурённый искателями метеоритов тоннель. За ней следуют Дельфи и Прайс. В конце тоннеля находится то, что искали геологи — старый грузовой самолёт. Проникнув на борт Прайс и Кэрри восстанавливают события произошедшие на борту 50 лет назад. Самолёт перевозил некий очень дорогой груз, однако потерпел крушение. Геологи проникли на упавший самолёт и извлекли из него груз. Вайс при этом получил случайную травму ноги, которую зашили на месте. Кэрри становится ясна причина смерти Вайса — его убили ледорубом и сбросили с самолёта в той точке, в которой они нашли тело. Роберт удостоверяется. что убийство Вайса и сделка связаны.
Осыпавшийся лёд заваливает выход из самолёта, однако, всем троим удаётся выбраться на поверхность через аварийный люк и добраться до базы. На базе доктор обследует руку Кэрри и выясняет, что пальцы уже не спасти и единственный возможный выход — их ампутация. Джон успешно проводит операцию. Спустя некоторое время убийца обнаруживается на базе, вместе с третьим коллегой Вайса, однако, совместными усилиями Кэрри и Прайса его обезвреживают. При допросе выясняется, что убийца — член спасательной группы, отправленной на помощь Вайсу — Рассел Хэйден. На базе начинается эвакуация и в суматохе Хэйдену удаётся сбежать. Он нападает и серьёзно ранит Дельфи. Начинается белая мгла — Антарктическая буря. Джон, Кэрри, Дельфи и Прайс упускают последнюю возможность покинуть базу и остаются на зимовку. Хэйден пытается сбежать, используя личный самолёт, но Кэрри и Прайс останавливают его, и его убивает буря. Далее они находят контейнеры с пропавшим грузом и обнаруживают внутри обычные конфеты. Это означает, что у Хэйдена был сообщник, спрятавший истинный груз, и он, наиболее вероятно, успешно эвакуировался.
У Кэрри появляются подозрения и она снимает повязку с руки. На месте пальцев она находит шов, идентичный тому, что был на ноге у Вайса. В трупах, над которыми работал Джон, Кэрри находит груз — высококачественные алмазы. Она немедленно отправляется к Джону, который рассказывает ей, как ему надоела его жизнь, самое светлое из которой забрала Антарктика. Последнее, что просит Джон — выйти на улицу и последний раз посмотреть на полярное сияние. Назад он уже не возвращается.
В заключительных кадрах Дельфи уже пришёл в себя и вместе с Прайсом они играют в боулинг, ожидая окончания зимы и восстановления регулярных рейсов между полюсом и обитаемой землёй. Кэрри в своём кабинете пишет второй рапорт с просьбой отозвать заявление об увольнении и перевести её «куда-нибудь, где потеплее», а после выходит на улицу, чтобы посмотреть на полярное сияние.

## В ролях
- Кейт Бекинсейл — помощница федерального маршала Кэрри Стетко
- Гэбриел Махт — агент ООН Роберт Прайс
- Коламбус Шорт — Дельфи
- Том Скерритт — доктор Джон Фьюри
- Алекс О’Локлин — Рассел Хэйден
- Шон Дойль — Сэм Мёрфи